# Association Finlande-Russie
L’Association Finlande-Russie (en finnois : Suomi–Venäjä-Seura) (SVS) est une association d'amitié entre la Finlande et la Russie.

## Description
Le siège de l'association est au 7, Rue Haapaniemenkatu à Helsinki. L'association SVS a 282 groupes locaux en 2008 et elle comptait  12 802 membres en 2005. 
L’association a été fondée en 1944 sous le nom d'Association Finlande-Union Soviétique. Après l'éclatement de l'URSS l'association est transformée en Association des amitiés entre les peuples de Finlande et de Russie (en finnois : Suomen ja Venäjän kansojen ystävyysseura) puis finalement en Association Finlande-Russie.

## Activités
Le président de l'association est l'ambassadeur Heikki Talvitie. L'association SVS gère le musée Lénine de  Tampere. 
La revue de l'association Kontakt paraît quatre fois par an.